# إغناتسه يان بادروفسكي

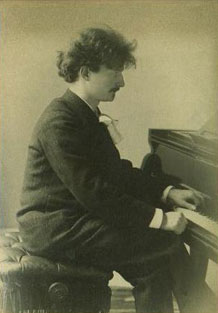
بادرفسكي يعزف على البيانو

إغناتسه يان بادرفسكي (بالبولندية: Ignacy Jan Paderewski) (18 نوفمبر 1860 - 29 يونيو 1941) كان عازف بيانو وملحنا وسياسيا بولنديا.

## حياته
كان والده يشتغل في إدارة عدد من العقارات. بدأ بادروسكي أخذ دروس في البيانو وهو في سن السادسة مع عمره. درس بين عامي 1872 و1878 في أكاديمية فريدريك شوبان للموسيقى في وارسو. قام إغنيس بجولات ناجحة في الولايات المتحدة عام 1891 و1892 وفي الأخير استقر في الولايات المتحدة. عند اندلاع الحرب العالمية الثانية وغزو ألمانيا لبولندا كرّس بادروسكي جهده لقضية وطنه، وتم اختياره رئيسا للبرلمان البولندي. في أواخر عام 1940 عاد من جديد إلى الولايات المتحدة ولكنه توفي بعد وقت قصير في مدينة نيوورك. بعد وفاته تم تسمية أكاديمية الموسيقى في بوزنان، ومطار بيدغوشتش في بولندا باسمه.

## روابط خارجية
- إغناتسه يان بادروفسكي على موقع IMDb (الإنجليزية)
- إغناتسه يان بادروفسكي على موقع الموسوعة البريطانية (الإنجليزية)
- إغناتسه يان بادروفسكي على موقع ميوزك برينز (الإنجليزية)
- إغناتسه يان بادروفسكي على موقع إن إن دي بي (الإنجليزية)
- إغناتسه يان بادروفسكي على موقع ديسكوغز (الإنجليزية)
- إغناتسه يان بادروفسكي على موقع قاعدة بيانات الفيلم (الإنجليزية)